# 니노미야정 (도치기현)
니노미야정(二宮町)은 도치기현 하가군에 있었던 정이다. 남동부에 위치했고, 하가군에 속했던 정이다. 정명은  니노미야 손토쿠에서 유래되었다. 2009년 3월 23일 모카시에 편입되었다.

## 역사
니노미야 땅에 사람이 살기 시작한 것은 조몬 시대로 토기와 돌도끼 등이 출토되었다.
- 1889년 4월 1일 - 구게타정, 나가누마촌, 모노베촌이 탄생하였다.
- 1954년 5월 3일 - 구게타정, 나가누마촌, 모노베촌이 합병해 니노야마정이 성립하였다.
- 2009년 3월 23일 - 모카시에 편입 합병되었다.

## 교통

### 철도
- 모카 철도 모카 선

### 도로
- 국도 제294호선
- 국도 제408호선